# Turbo-folk
El turbo-folk (en serbio: Турбо-фолк), también conocido como narodna muzika y yugofolk, es un estilo musical originario de los Balcanes. Se desarrolló enormemente en las antiguas repúblicas yugoslavas de Serbia, Croacia, Montenegro y Bosnia y Herzegovina, como género principal del pop balcánico.
Fue muy popular en la década de los 90, durante las guerras yugoslavas. 
Además, el turbo-folk está presente en Bulgaria, Turquía, Macedonia del Norte y Grecia, donde se disfruta junto a la chalga, el arabesk y la laïka, los correspondientes géneros musicales en Bulgaria, Turquía y Grecia. El manele es un estilo muy similar al turbo-folk y de gran éxito en Rumanía.

## Origen y desarrollo
El turbo-folk es un género musical que apareció en casi todos los países balcánicos, y con mayor profusión en la extinta Yugoslavia, como resultado de la mezcla de música oriental con ritmos modernos pop, folk y música electrónica. El término "turbo-folk" viene a significar, precisamente, la unión de los ritmos electrónicos y rápidas melodías modernas con inspiración étnica, tanto en instrumentos principales como en arreglos.
El roquero de Montenegro Rambo Amadeus etiquetó este estilo de mezclas musicales con el nombre "turbo-folk" de forma despectiva. Sin embargo, contrario de lo que esperaba, los protagonistas del "turbo-folk" aceptaron y adoptaron el nombre.
Entre las élites culturales de estos países se considera como una subcultura kitsch y vulgar que glorifica las fiestas, el hedonismo, el culto a la belleza, el sexo, el materialismo y la consecución de riqueza por la vía rápida. Las cantantes de turbo-folk suelen presentar una apariencia similar, con grandes pechos, extensiones de cabello, una actitud provocadora, un bronceado artificial y ropa ajustada.

### Serbia
En Serbia, el turbo-folk fue el estilo musical dominante desde comienzos de los años 1990, poco antes de la desintegración de Yugoslavia, y a menudo se asoció con los elementos bélicos, mafiosos y nacionalistas del régimen. De hecho, la principal diva del turbo-folk serbio, Svetlana "Ceca" Ražnatović, era esposa del temido señor de la guerra serbio Zeljko Ražnatović "Arkan", líder de uno de los grupos paramilitares serbios, los "Tigres". Uno de los mayores éxitos de Ceca, "Si estuvieras herido, yo te daría mi sangre..." se podía oír casi como himno en las trincheras del lado serbio. Durante la Guerra de Bosnia, el éxito de Ceca se hizo aún más notable. La nueva élite económica resultante tras la guerra ayudó, en parte, a privatizar la televisión serbia e incluir en los programas las actuaciones de cantantes de turbo-folk. Este es el caso de canales como Pink o Palma.
Más profundamente, el turbo-folk serbio es muestra de cómo algunos países europeos con un fuerte apego por sus tradiciones y por su propia idiosincrasia se sienten incómodos en una cultura occidental globalizada y uniforme. El turbo-folk, de hecho, es un fenómeno musical y sociocultural que supone una respuesta nativa e íntima, puramente balcánica, que desafía el concepto de cultura urbana y cosmopolita que generalmente se asocia con la identidad europea y las influencias occidentales. La paradoja estriba en que mientras que el turbo-folk se benefició de sofisticadas técnicas de marketing y complejas estrategias de sellos musicales, y que emulaba las tendencias occidentales en baile, moda y diseño. El turbo-folk es un fenómeno intrínsecamente balcánico, étnico y patriótico.

### Rumanía y Bulgaria
Lo que el turbo-folk es en los Balcanes, en Rumania es el manele y en Bulgaria es la chalga. En estos países la tradición de música de verbena, gitana, o también llamada pop-folk, es también legendaria. Esta música está arraigada en las tradiciones populares de los pueblos, así como en sus fiestas y verbenas, y también en los entierros y las bodas. En los últimos años, diversos grupos balcánicos amantes del turbo-folk, han entrado en la escena musical occidental, ya sea en Europa o en Japón incluso. Algunos grupos de renombre son Taraf de Haïdouks o Fanfare Ciocarlia, pero hay muchos más. Estos grupos son bastante numerosos en cuánto al número de integrantes, ya que puede haber hasta catorce contando a los percusionistas, las bailarinas y claro está, a los cantantes.

## Críticas
El término "turbo-folk" sobrepasa el entorno musical, adentrándose en el sociológico y psicológico. Las críticas al turbo-folk y a su estilo de vida han sido constantes y paralelas al éxito del género. Diversos autores han coincidido en señalar los peligros que el turbo-folk entraña tanto para los más jóvenes, como para la mujer y la sociedad.

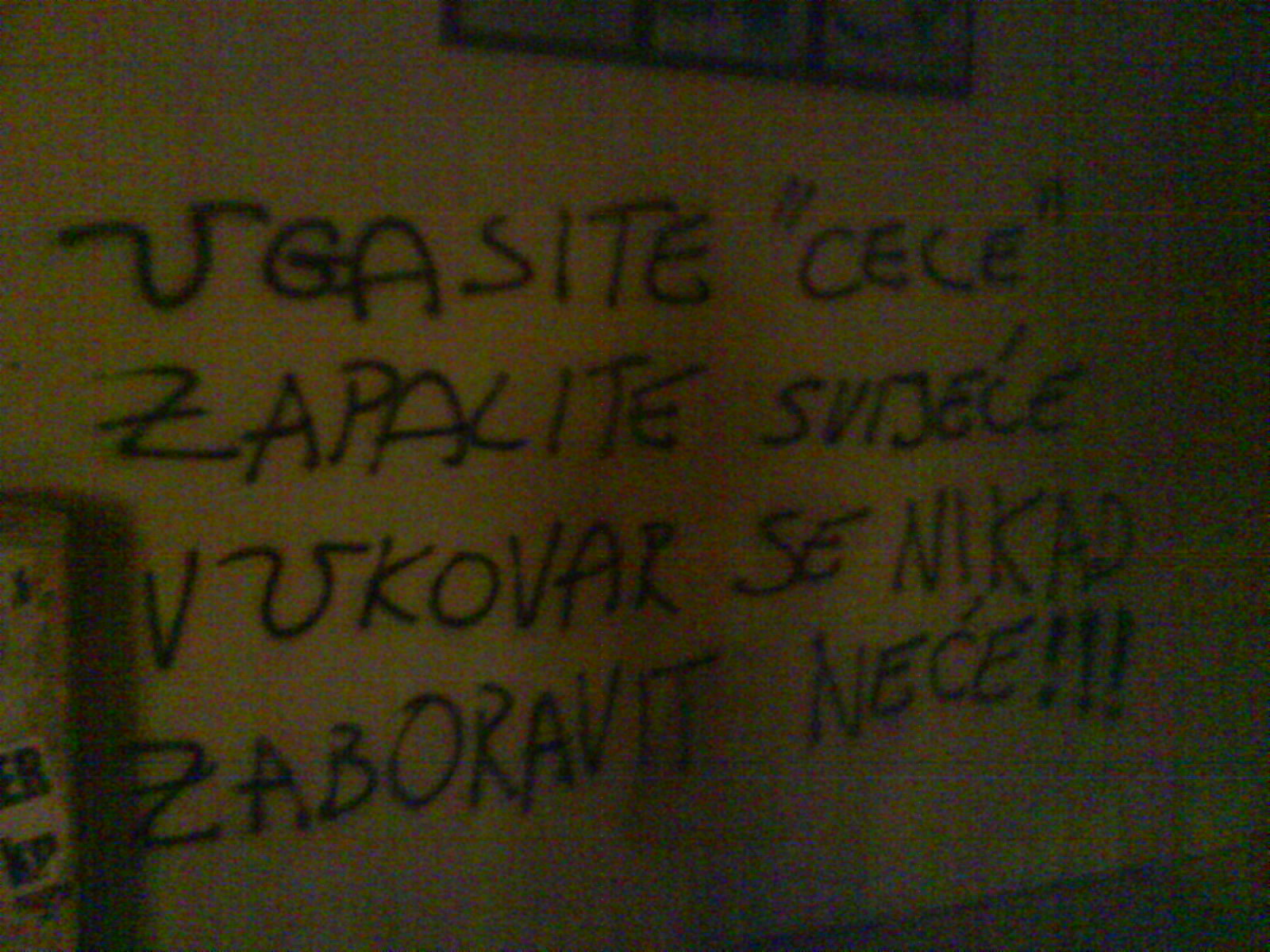
Grafiti en Imotski (Croacia) contra Ceca y turbofolk

Uno de los aspectos más polémicos es la imagen degradante y machista que se ofrece de la mujer en el ámbito turbo-folk, según sus detractores. La autora Ivana Kronja aseguró que la mujer cantante de turbo-folk es un mero "objeto de pasión y marketing. Tiene que ser preciosa y atraer a los hombres. Los tiene que excitar", lo que ello implica que la belleza y la actitud sexual de la mujer cobre más importancia que sus valores educativos. El éxito de cantantes serbias como la propia Ražnatović o Jelena Karleuša, las cantantes serbias de turbo-folk más importantes y ambas conocidas por su actitudes sexualmente provocativas y por sus implantes de silicona, provocó un fenómeno social y psicológico en las jóvenes balcánicas, pues querían parecerse lo más posible a sus ídolos.
Por otra parte, el turbo-folk suele estar asociado a los grupos de crimen organizado. Ceca Ražnatović es, nuevamente, el mejor ejemplo que ilustra una carrera musical asociada a la polémica criminal. Ražnatović saltó a la fama a finales de los años 1980 tras ganar un concurso local de folk. Su popularidad aumentó tras casarse con Arkan Ražnatović y se convirtió en una poderosa mujer de negocios. Durante la Guerra de Bosnia, cuando Arkan estaba llevando a cabo sus mayores crímenes, Ceca vendió cientos de miles de álbumes en Bosnia. En 2003, la mansión de Ceca fue intervenida por la policía tras incautarse 88 armas que incluían material policial y militar. Aleksandar Vuksanovic, uno de los cantantes masculinos de turbo-folk, también fue detenido por posesión ilegal de armas.
Sin embargo, los defensores del género y del estilo de vida aseguran que el turbo-folk representa el nuevo rol de la mujer en la sociedad, totalmente opuesto a la sociedad tradicionalmente patriarcal. Defienden, además, la nueva libertad sexual de la mujer y sus derechos fundamentales.

## Turbofolk en la actualidad
También ha ayudado a la extensión del turbofolk, la presencia de esta música en varias películas de renombre en los últimos años, táles cómo Tiempo de gitanos de Emir Kusturica; o más recientemente, Defosaenfosa, también de origen balcánico.
En Bulgaria, el turbofolk es conocido como pop-folk o chalga y ha conocido una enorme expansión desde mediados de los noventa hasta la actualidad. Hoy en día el turbo folk búlgaro, vende tres veces más que el resto de los estilos musicales juntos en Bulgaria.
Una de las cantantes que ha contribuido a popularizar el turbofolk en Bulgaria, ha sido Glorija cuyos discos desde 1994 hasta nuestros días han vendido ingentes cantidades de copias.También el cantante, showman y actor Slavi Trifonov, conocido por sus dúos con la también cantante Sofi Marinova, ha ayudado a la popularización de este género musical.
Las discográficas Payner Music y Ara Audio & video también han contribuido a extender este género musical de forma notable y hacerlo popular incluso dentro de la élite del país haciendo que el estilo dejara de ser visto como algo kitsch.

## Artistas
Entre los cantantes más representativos del género se encuentran:
| - Lepa Brena - Rodoljub Roki Vulović - Dragana Mirković - Svetlana Ražnatović - Seka Aleksić - Indira Radić - Viki Miljković - Dara Bubamara - Ana Kokić - Stoja - Aca Lukas - Tanja Savić - Slavica Ćukteraš - Maja Marijana - Milan Stanković - Aco Pejović - Mile Kitić - Keba - Tina Ivanović - Goga Sekulić - Kemal Malovčić | - Miloš Bojanić - Mitar Mirić - Nada Topčagić - Nedeljko Bajić Baja - Osman Hadžić - Radmila Manojlović - Sandra Afrika - Selma Bajrami - Siniša Vuco (Croacia) - Sinan Sakić - Šaban Šaulić - Šako Polumenta (Montenegro) - Sanja Maletić - Sanja Đorđević - Šemsa Suljaković (Bosnia) - Anabela Đogani - Mina Kostić - Jelena Karleuša - Olja Karleuša - Vesna Zmijanac |